# Warszawapagtens invasion af Tjekkoslovakiet
Warszawapagtens invasion af Tjekkoslovakiet var en militær invasion, der fandt sted den 20. august 1968. Invasionsstyrkerne bestod af Sovjetunionen og sovjetiske allierede i Warszawapagten:  Polen, DDR, Ungarn og Bulgarien. Såvel Rumænien som Albanien nægtede at deltage i invasionen. 
Baggrunden for invasionen var, at Sovjetunionen ville sætte en stopper for Alexander Dubceks politiske reformer, det såkaldte Prag-forår. Det danske Forsvarets Central Radio opsnappede informationer om at en stor sovjetisk militær-enhed bevægede sig fra Kaliningrad til det sydlige Polen, og at invasion af Tjekkoslovakiet derfor var nært forestående. 137 borgere døde under invasionen, som endte med Tjekkoslovakiet blev tvunget til at undertegne Moskva-protokollen, og at landet stod under militær besættelse frem til 1991. Ifølge Moskva-protokollen skulle det herskende regime "forsvare socialismen", trække reformerne tilbage, de tjekkoslovakiske medier skulle være underlagt streng censur og Tjekkoslovakiet skulle afvise FN-indblanding i alle sager om Østblokken.
Den Socialistiske folkerepublik Albanien udtrådte af Warszawapagten i protest mod invasionen af Tjekkoslovakiet.